# San Ignacio Río Muerto
San Ignacio Río Muerto là một đô thị thuộc bang Sonora, México. Năm 2005, dân số của đô thị này là 13244 người.